# أحمد بن ناصر الصانع
أحمد بن ناصر الصانع : (1771م-1839م) إقطاعي من مدينة المجمعة. كان أميراً على إقليم سدير في نجد ومندوباً لبيت المال، منذ تعيينه من قبل الإمام تركي بن عبد الله آل سعود عام 1244هـ الموافق 1829 خلفاً لأميرها السابق ابن عبدان، وحتى وفاته عام 1255 هـ 1839 م بعد سنتين من نهاية الفترة الأولى من عهد الإمام فيصل بن تركي بن عبدالله آل سعود، في الدولة السعودية الثانية. انتقل ابنه عبد العزيز إلى إقليمي الزبير والبصرة في العراق، ومنهم أحمد باشا الصانع متصرف البصرة في آخر عهد الدولة العثمانية.، ويرجع نسبه إلى أسرة آل حمود في عنيزة